# أرمينيا البيزنطية
أرمينيا البيزنطية (بالأرمنية: Բյուզանդական Հայաստան) مصطلح يشير إلى فترة من تاريخ أرمينيا فيما عُرف تاريخيًا باسم أرمينيا الغربية، ابتداءً من 387 م عند سقوط مملكة أرمينيا، وانتهاءا بعام 536 م. كان يحكم أرمينيا الغربية (التي تقع اليوم في وسط تركيا) عدد من الأمراء تحت ظل هيمنة الإمبراطورية البيزنطية، خلافًا لما كان يُعرف باسم أرمينيا الشرقية، والتي كان يحكمها المرزبانيون التابعون لهيمنة الإمبراطورية الساسانية.

## خلفية
أصبحت المسيحية الدين الرسمي لأرمينيا منذ 301. ولقد تم تقسيم أرمينيا في القرن الرابع بين الرومان والساسانيين، الذين سيطروا على الجزء الأكبر من مملكة أرمينيا. كما عادت المنطقة لتكون ساحة حرب بين الإمبراطوريتين في القرنين السادس والسابع، حتى الفتح الإسلامي لأرمينيا في 640 م.

## وصلات خارجية
- التاريخ الأرمني